# Гимн Северной Македонии
Сегодня над Македонией (макед. Денес над Македониjа) — официальный гимн Северной Македонии. Автор текста Владо Малеский, автор музыки Тодор Скаловский. Гимн написан в 1943 году.
По завершении Второй мировой войны он использовался как гимн Социалистической Республики Македонии в составе Югославии, а в 1992 году, после распада Югославии был провозглашён в качестве гимна независимой Северной Македонии

## Слова

### Сегодняшняя версия, принятая в 1991 году
| Денес над Македонија се раѓа ново сонце на слободата! Македонците се борат за своите правдини! Македонците се борат за своите правдини! Одново сега знамето се вее на Крушевската република! Гоце Делчев, Питу Гули, Даме Груев, Сандански! Гоце Делчев, Питу Гули, Даме Груев, Сандански! Горите Македонски шумно пеат нови песни, нови весници! Македонија слободна, слободно живее! Македонија слободна, слободно живее! | Сегодня над Македонией рождается Новое солнце свободы, Македонцы борются За свои права! Македонцы борются За свои права! Отныне и впредь развевается знамя Крушевской республики! Гоце Делчев, Питу Гули, Даме Груев, Санданский! Гоце Делчев, Питу Гули, Даме Груев, Санданский! Македонские леса громко поют новые песни, новые вести! Македония свободная, Свободная живёт! Македония свободная, Свободная живёт! |

### Версия гимна 1989 года Тодора Скаловский
| Денес над Македонија се раѓа ново сонце на слободата, Македонците се борат за својте правдини. Македонците се борат за својте правдини. Не тажи Македонијо мајко мила крени глава гордо високо Македонија слободна слободна ќе живее. Македонија слободна слободна ќе живее. Одново сега знамето се вее над Крушевската Република на Гоце Делчев, Питу Гули Даме Груев, Сандански. на Гоце Делчев, Питу Гули Даме Груев, Сандански. Горите македонски шумно пеат бојни песни, нови весници Македонија слободна слободно живее. Македонија слободна слободно живее. | Сегодня над Македонией рождается Новое солнце свободы, Македонцы борются За свои права! Македонцы борются За свои права! Не волнуйся, македонская мать дорогая, Поднимите голову гордо высоко, Македония свободная, Свободная будет жить! Македония свободная, Свободная будет жить! Отныне и впредь развевается знамя Крушевской республики! Гоце Делчев, Питу Гули, Даме Груев, Санданский! Гоце Делчев, Питу Гули, Даме Груев, Санданский! Македонские леса громко поют песни о войне, новые вести! Македония свободная, Свободная живёт! Македония свободная, Свободная живёт! |

### Оригинальная версия в исполнении В. Илиева Н. Бадев и А. Сариевский
| Денес над Македонија се раѓа, ново сонце на слободата! Старо младо машко и женско, на нозе се кренало! Старо младо машко и женско, на нозе се кренало! Горите Македонски шумно пеат, нови песни, нови весници! Македонците се борат, за своите правдини! Македонците се борат, за своите правдини! Одново сега знамето се вее, на Крушовската република! На Гоце Делчев, Питу Гули, Карев, Влахов, Сандански На Гоце Делчев, Питу Гули, Карев, Влахов, Сандански Не плачи Македонијо мајко мила, Крени глава гордо високо, Македонија слободна, слободна ќе живее! Македонија слободна, слободна ќе живее! | Сегодня над Македонией рождается Новое солнце свободы, Старый молодой мужчинам и женщинам Ноги поднялись! Старый молодой мужчинам и женщинам Ноги поднялись! Македонские леса громко поют новые песни, новые вести! Македонцы борются За свои права! Македонцы борются За свои права! Отныне и впредь развевается знамя Крушевской республики! Гоце Делчев, Питу Гули, Карев, Влахов, Санданский! Гоце Делчев, Питу Гули, Карев, Влахов, Санданский! Не плачь, Македонские мать дорогая, Поднимите голову гордо высоко, Македония свободная, Свободная будет живёт! Македония свободная, Свободная будет живёт! |